# Свято-Троїцька церква (на Клокучці)
Свято-Троїцька церква — чинна мурована церква зведена у 1930-х роках на околоці Чернівців (Клокучка) на честь Святої Трійці.

## Історія церкви
Перша парафіяльна церква з'явилася на Клокучці 1876 року, коли сюди перенесли славнозвісну церкву Святої Трійці.
Водночас, передмістя швидко розвивалось і досить скоро старенька дерев'яна церква вже не могла задовільнити потреби всіх православних віруючих Клокучки. На початку ХХ століття місцева громада почала виступати з ініціативами щодо спорудження нової мурованої культової споруди. Перша світова війна, яка невдовзі розпочалася, завадила реалізації намірів.

### Будівництво
До питання будівництва нової церкви на Клокучці повернулися тільки у 1930-х роках.
22 серпня 1937 року за присутності митрополита Віссаріона та примара Чернівців Димитрія Мармелюка, а також великої кількості віруючих православного віровизнання було освячено фундамент під майбутню споруду.
У фондах митрополії Буковини збереглися плани, кошториси та листування з питань її побудови. Плани та креслення цієї церкви виготовив архітектор Вірджіл Іонеску (який в деяких джерелах значиться як Іванов). Він же забезпечував загальне управління будівництвом.
Під час будівництва, згідно з проханням митрополита, було дещо змінено форми бань церкви та покрівлі. Попередньо планувалися дерев'яні рами вікон, проте їх виготовили із металу. Віконне скло було виготовлено чернівецькою фірмою Антона Вайнґаста. Це було спеціальне жовте, так зване «кафедральне» скло. Два вагони паркету, який виготовила фірма Камбера, привезли із Бухареста. Електричне освітлення храму провів Еммануїл Бюн. Дерев'яна скульптурна частина вівтаря була виготовлена скульптором Григорієм Думітреску. Іконостас розписав відомий художник Жорж Льовендаль. Після закінчення будівництва на мармуровій плиті фірмою майстра Москалюка було зроблено напис про будівництво «Свято-Троїцької церкви на Клокучці».

### Радянський період
Свято-Троїцька церква на Клокучці залишалася діючою до 1964 року, коли православне релігійне товариство «Клокучка» було знято з офіційної реєстрації. Парафіяни (близько 52 тисяч осіб, із них майже 25 тисяч пенсіонерів) змушені були відвідувати інші церкви, до найближчої із них було 5-6 кілометрів. Майно церкви передали до діючих церков. Зняте з реєстрації культове приміщення тривалий час використовувалося для різних господарських потреб, що викликало незадоволення та нарікання віруючих.

## Сучасність
У 1988 році виконком Чернівецької міської ради підтримав парафіян: на їх прохання та клопотання Ленінської районної ради про реєстрацію православного товариства у мікрорайоні Клокучка церковній громаді було передано в орендне користування зняте з реєстрації культове приміщення храму на вулиці Золочівській, 74.